# Стефан Досев (партизанин)
Стефан Стоянов Досев е български революционер, деец на Българската комунистическа партия.

## Биография
Роден е на 29 май 1914 година в горноджумайското село Бистрица. Учи в Горноджумайската гимназия и в 1931 година става член на Българския комунистически младежки съюз (БКМС). Неколкократно е задържан от дейци на Вътрешната македонска революционна организация и по настояване на организацията е изключен от гимназията и е интерниран.
В 1934 година се установява като арматурист в София и се включва в дейността на БКМС в града. Става член на БКП. Служи като войник в Дупница, където също развива комунистическа дейност. След уволнението си заминава в София, където се занимава единствено с комунистическа дейност. Става член на Окръжния комитет на БКП, като завежда Военния отдел.
В 1942 година получава задочно смъртна присъда и става нелегален. Заминава за Ниш, за да установи връзки с югославските партизани, но е заловен от сръбската полиция. Успява да избяга в Белград, където отново е арестуван, но отново бяга. Трети път е арестуван и предаден на българските власти. Откаран е в Телеграфо-пощенското училище, където заседава военният съд по процеса срещу 38 младежи. След 25 дена Досев получава втора смъртна присъда и е разстрелян на Гарнизонното стрелбище на 2 юли 1942 година.
След Деветосептемврийския преврат е произведен посмъртно в подполковник.